# Автономная навигация судов
Автономная навигация судов (MASS, англ. maritime autonomous surface ships) — автоматическое и дистанционное управление судами, применение морских автономных надводных судов. Автономная навигация подразумевает исключение человеческого фактора из процессов навигации судна и организации постоянного дистанционного мониторинга: на морском транспорте человеческий фактор является основной причиной аварий: на него приходится около 80 % инцидентов на море, причем основными причинами ошибок, допускаемых людьми, остаются причины субъективного характера (снижение внимания, недостаточная координацией работы, нарушение известных требований, плохое самочувствие кого-либо из членов экипажа).

## Виды технологий автономного судовождения
Начиная с европейского проекта MUNIN, практически все разрабатываемые технологии автономной навигации имеют схожую системную архитектуру. Они предполагают внедрение новых компьютерных систем управления.

## Вопросы регулирования автономного судовождения
На 98-й сессии Комитета по безопасности на море (КБМ) ИМО, прошедшей с 7 по 16 июня 2017, было принято решение о включении предмета автономного судоходства в сферу деятельности ИМО. Был введен термин maritime autonomous surface ships (с англ. — «морские автономные надводные суда») с соответствующей аббревиатурой MASS.
На следующих двух сессий КБМ, 99-й и 100-й, проведенных в 2018 г. с 16 по 25 мая и с 3 по 7 ноября был инициирован обзор правового регулирования (RSE) в отношении автономного судоходства, сформулировано и одобрено определение MASS как судна, которое может функционировать в некоторой степени независимо от человека.
На 101-й сессии КБМ, состоявшейся в июне 2019 года, было принято Временное руководство по испытаниям MASS.
На 103-м заседании КБМ, проходившем с 5 по 14 мая 2021 года, был завершен обзор правового регулирования MASS.

## Военное применение
В военной сфере безэкипажные корабли способны выполнять различные функции, основными из которых являются противолодочная война, противоминная борьба, патрулирование и защита акваторий, подрыв и затопление кораблей противника (использование, как торпеды с дистанционным управлением).

## Развитие автономного судовождения
Разработки и эксперименты в области автономной навигации начались в 2012 году с исследовательского проекта MUNIN (Maritime Unmanned Navigation through Intelligence in Networks, Морская беспилотная навигация с использованием интеллектуальных сетевых технологий). Впоследствии эксперименты в области автономной навигации проводились компаниями Rolls-Royce Holdings, Kongsberg (судно Yara Birkeland), Sitronics, Nippon Yusen, Sea Machines Robotics, Wärtsilä, Samsung Heavy Industries.

### Япония
В конце 2019 года Япония уведомила Международную морскую организацию (IMO) о первых испытаниях нескольких систем автономной навигации на крупнотоннажном судне в реальных условиях.
В конце января 2022 года первый в мире беспилотный контейнеровоз совершил переход между двумя японскими портами. Этот проект был реализован группой японских компаний во главе с инвестиционным фондом Nippon Foundation.

### Россия
В начале 2020 года Россия (см. Водный транспорт России) уведомила ИМО о проведении пилотного проекта по автоматическому и дистанционному судовождению с испытанием полного набора систем автономного судовождения на нескольких судах в условиях коммерческой эксплуатации.
В декабре 2020 года Российский морской регистр судоходства выдал одобрение в принципе на комплекс средств для автономной навигации.
В 2021 году в России завершился испытательный проект по навигации в реальных условиях, результаты которого были продемонстрированы Международной морской организации, и начат эксперимент по опытной эксплуатации автономных судов под российским флагом.
24 сентября 2021 года в Петербурге было спущено на воду первое в России беспилотное судно «Пионер-М», научно-исследовательское судно катамаранного типа, построенное на Средне-Невском судостроительном заводе для Севастопольского государственного университета.
В декабре 2023 года начал работу первый российский морской паром с автономным управлением «Генерал Черняховский», который вышел на линию Усть-Луга — Калининград. Его построили в 2022 году по заказу федерального государственного предприятия «Росморпорт». Систему автономного управления судна разработала российская компания Sitronics Group.